# Бельгійське Конго
Бельгі́йське Ко́нго (фр. Congo belge, вимовляється: [kɔ̃ɡo bɛlʒ]; нід. Belgisch-Congo.) — формальна назва сучасної Демократичної республіки Конго (ДРК) з часу встановлення бельгійським королем Леопольда II контролю над Конго 15 листопада 1908, до здобуття нею незалежності 30 червня 1960 року, що було початком Конголезької кризи.

## Бельгійське Конго (1908—1952)
У жовтні 1908 року бельгійським парламентом був прийнятий «Закон про управління Бельгійським Конго» (так звана колоніальна хартія). Згідно з цим законом, законодавчу владу в Бельгійському Конго здійснювали король і парламент Бельгії, а також призначений генерал-губернатор, якому надавалися право виконувати всю владу в колонії. Контроль за діяльністю колоніальної адміністрації здійснювала спеціально призначена особа — міністром справ у Бельгійському Конго. До 1923 року столицею колонії було місто Бома, пізніше Леопольдвіль та інші великі міста — Стенлівіль та Елізабетвіль.
У 1914 році колонія була розділена на 4 віце-губернаторства, а в 1933 — на 6 провінцій, що в свою чергу розділялися на дистрікти, території та шеферії (з етнічним складом населення) або сектори (зі змішаним складом населення). За генерал-губернаторами та губернаторами провінцій були закріплені консультативні ради. Поступово формувалася «заморська еліта», представником котрої був успішний підприємець і перший мільйонер Конго Жозеф Чомбе, батько Монзи Чомбе.

## Бельгійське Конго та Руанда-Урунді (1952—1960)
Докладніше Руанда-Урунді
У 1916 році, під час Першої світової війни, війська Бельгійського Конго увійшли на території Німецької Східної Африки і зайняли два королівства — Руанду та Бурунді, які стали колоніями Німецької імперії в 1898 та 1903 роках. Згідно з Версальським договором, ці землі були оголошені об'єднаним королівством Руанду-Урунді і згідно з рішенням Ліги Націй в 1922 році вони стали підмандатною територією Бельгії категорії Б. У 1946 році, після розпуску Ліги Націй, Руанда-Урунді отримала статус підопічної території Бельгійського королівства за умови підготовки країн до незалежності.  У 1952 році Руанду-Урунді були доєднані до Бельгійського Конго.
Протягом 1940-х і 1950-х Бельгійське Конго зазнало масштабної урбанізації, і колоніальна адміністрація розпочала різноманітні програми розвитку, спрямовані на перетворення території на «зразкову колонію». Одним із результатів став розвиток нового середнього класу європеїзованих африканських "évolué" у містах. До 1950-х у Конго було вдвічі більше найманої робочої сили, ніж у будь-якій іншій африканській колонії.

### Політична організація
У 1955 бельгійський професор Антуан ван Білсен опублікував трактат під назвою «Тридцятирічний план політичного звільнення Бельгійської Африки». Графік передбачав поступове звільнення Конго протягом 30 років — час, який, за очікуваннями ван Білсена, знадобиться для створення освіченої еліти, яка могла б замінити бельгійців на владних посадах. Бельгійський уряд і багато évolué ставилися до цього плану з підозрою — перші, бо це зрештою означало відмову від Конго, а другі, бо Бельгія продовжувала б правити ще три десятиліття. Група католицьких évolué позитивно відреагувала на план поміркованим маніфестом у конголезькому журналі під назвою Conscience Africaine; вони порушили питання щодо масштабів участі конголезьких громадян.

## Незалежність бельгійських колоній
У 1960 році після ліквідації Бельгійського Конго й проголошення незалежності Республіки Конго та конголезької кризи, що вибухнула на той час, Бельгія втратила контроль над Руанду-Урунді. На Брюссельській конференції круглого столу на вимогу делегацій, які представляли Бельгійське Конго, бельгійський уряд був змушений заявити про свою згоду надати колонії незалежність. Після проголошення в 1960 році незалежності Республіки Конго охопила гостра політична криза. Активізувалися сецесіоністські сили, були проголошені Республіка Катанга на чолі з М. Чомбе і держава Південне Касаї на чолі з А. Калонджа. Криза тривала 5 років, до приходу до влади Жозефа Мобуту. За цей час в країні насильницькою смертю загинуло більше 100 тис. чоловік.
27 липня 1962 року на сесії ООН було ухвалено рішення про ліквідацію бельгійської опіки над Руандою-Урунді, на території якої тоді ж утворились дві незалежні держави — Руандійська Республіка та Королівство Бурунді.

## Цитування
1. ↑  У голландській мові також іноді зустрічається альтернативний фонетично ідентичний варіант написання Belgisch-Kongo[4]